# Ceyoniq
Die CEYONIQ Aktiengesellschaft mit Sitz in Bielefeld war ein Hersteller von Archivierungs- und Dokumentenmanagement-Software. Die Ceyoniq-Systeme dienten zur versionierten Speicherung von Dokumenten und sonstigen Informationsobjekten auf optischen Datenträgern (CD-R und WORM) und zur Verwaltung dieser Datenarchive. Bei Anwendungen im Bereich Finanzdienstleistungen und Versicherungswirtschaft sah Ceyoniq sich in einer „Spitzenposition“.

## Geschichte
Ceyoniq wurde 1984 als CE GmbH von Thomas Wenzke gegründet. Am 1. Januar 1998 wurde das Unternehmen in die CE Computer Equipment Aktiengesellschaft umgewandelt und ging im selben Jahr an die Börse.
2001 übernahm CE die US-amerikanische Firma Treev und benannte sich im gleichen Zug in Ceyoniq AG um. Die Übernahme von Treev belastete das Unternehmen mehr, als zunächst offensichtlich wurde. Im Geschäftsjahr 2001 musste Ceyoniq bei einem Umsatz von 102 Millionen Euro einen Verlust von 105 Millionen Euro eingestehen. Am 12. April 2002 stellte das Unternehmen einen Antrag auf Eröffnung eines Insolvenzverfahrens; vier Tage später wurden die beiden Vorstände Jürgen Brintrup und Thomas Wenzke wegen Betrugsverdachts verhaftet. Wenzke gestand, die Bilanzen des Unternehmens mit fingierten Aufträgen und Luftbuchungen geschönt zu haben und wurde am 10. Juli 2003 rechtskräftig zu sechs Jahren Freiheitsstrafe verurteilt. Der angerichtete Schaden wurde auf etwa 10 Millionen Euro beziffert.
2002 wurde auf der DMS Expo als Nachfolgerin der Ceyoniq AG die Ceyoniq Technology GmbH präsentiert, die von den beiden Investoren DEVK und VHV finanziert wurde. Das Unternehmen gehört seit 2015 zur japanischen Kyocera Document Solutions.